# Heitor Rodrigues da Fonseca
Heitor Rodrigues da Fonseca (* 5. November 2000 in Pelotas), auch einfach nur Heitor genannt, ist ein brasilianischer Fußballspieler.

## Karriere
Heitor erlernte das Fußballspielen in der Jugendmannschaft von Internacional Porto Alegre. Hier unterschrieb er am 1. Juli 2019 auch seinen ersten Profivertrag. Der Verein aus Porto Alegre spielte in der ersten brasilianischen Liga, der Série A. Sein Debüt in der Série A gab er am 14. Juli 2019 (10. Spieltag) im Auswärtsspiel gegen Athletico Paranaense. Hier stand er in der Startelf und spielte die kompletten 90 Minuten. Paranaense gewann das Spiel mit 1:0.
Ende Juli 2022 wurde er an den belgischen Erstdivisionär Cercle Brügge mit anschließender Kaufoption ausgeliehen. Heitor stand bei sieben Ligaspielen für Cercle auf dem Platz, zuletzt Anfang Oktober 2022. Zum Jahresende wurde die Auflösung der Ausleihe vereinbart. In Brasilien erfolgte dann eine neue Ausleihe zu Associação Ferroviária de Esportes.